# Stony Road
Stony Road – studyjny album Chrisa Rei, wydany 10 grudnia 2002 roku.
Teksty utworów z albumu opisują głównie problemy życia i śmierci oraz pobyt w artysty w szpitalu, w którym chory na raka trzustki Rea przeszedł w 2000 roku operację usunięcia trzustki, dwunastnicy i woreczka żółciowego. Po długotrwałym leczeniu odzyskał siły i od tamtej pory gra już tylko muzykę bluesową. Taki jest też właśnie "Stony Road".

## Lista utworów
1. "Changing Times" - 3:05
2. "Easy Rider" - 4:50
3. "Stony Road" - 5:30
4. "Dancing the Blues Away" - 4:38
5. "Burning Feet" - 5:01
6. "Mississippi 2" - 4:41
7. "Slow Dance" - 4:11
8. "When the Good Lord Talked to Jesus" - 4:16
9. "Heading for the City" - 6:08
10. "So Lonely" - 3:19
11. "Someday My Peace Will Come" - 3:51
12. "The Hustler" - 4:14
13. "Diamond" / "Give That Girl A Diamond" - 3:54